# 福克蘭 (北卡羅萊納州)
福克蘭（英語：Falkland）是一個位於美國北卡羅萊納州皮特縣的城鎮。

## 人口
根據2020年美國人口普查的數據，福克蘭的面積為0.59平方千米，皆為陸地。當地共有人口47人，而人口密度為每平方千米80人。